# Cerkiew św. Eliasza w Kamieniu Koszyrskim
Cerkiew św. Eliasza – nieistniejąca prawosławna cerkiew w Kamieniu Koszyrskim. Należała do parafii pod tym samym wezwaniem w jurysdykcji eparchii wołyńskiej Ukraińskiego Kościoła Prawosławnego Patriarchatu Moskiewskiego.

## Historia
Cerkiew została wzniesiona w 1700 na potrzeby parafii liczącej ówcześnie 1603 osoby. Według M. Teodorowicza została poświęcona w roku następnym. W sąsiedztwie budynku znajdowała się drewniana dzwonnica. W 1841 drewniana cerkiew była nadal w dobrym stanie technicznym.
Cerkiew wyremontowano w 1880 ze środków przekazanych na ten cel przez skarb państwa oraz z datków miejscowych parafian. Do obiektu dostawiono wówczas dzwonnicę. W tym samym czasie do obiektu wstawiono nowy trzyrzędowy ikonostas. W 1907 cerkiew i prawosławny cmentarz w Kamieniu Koszyrskim otoczono ogrodzeniem.

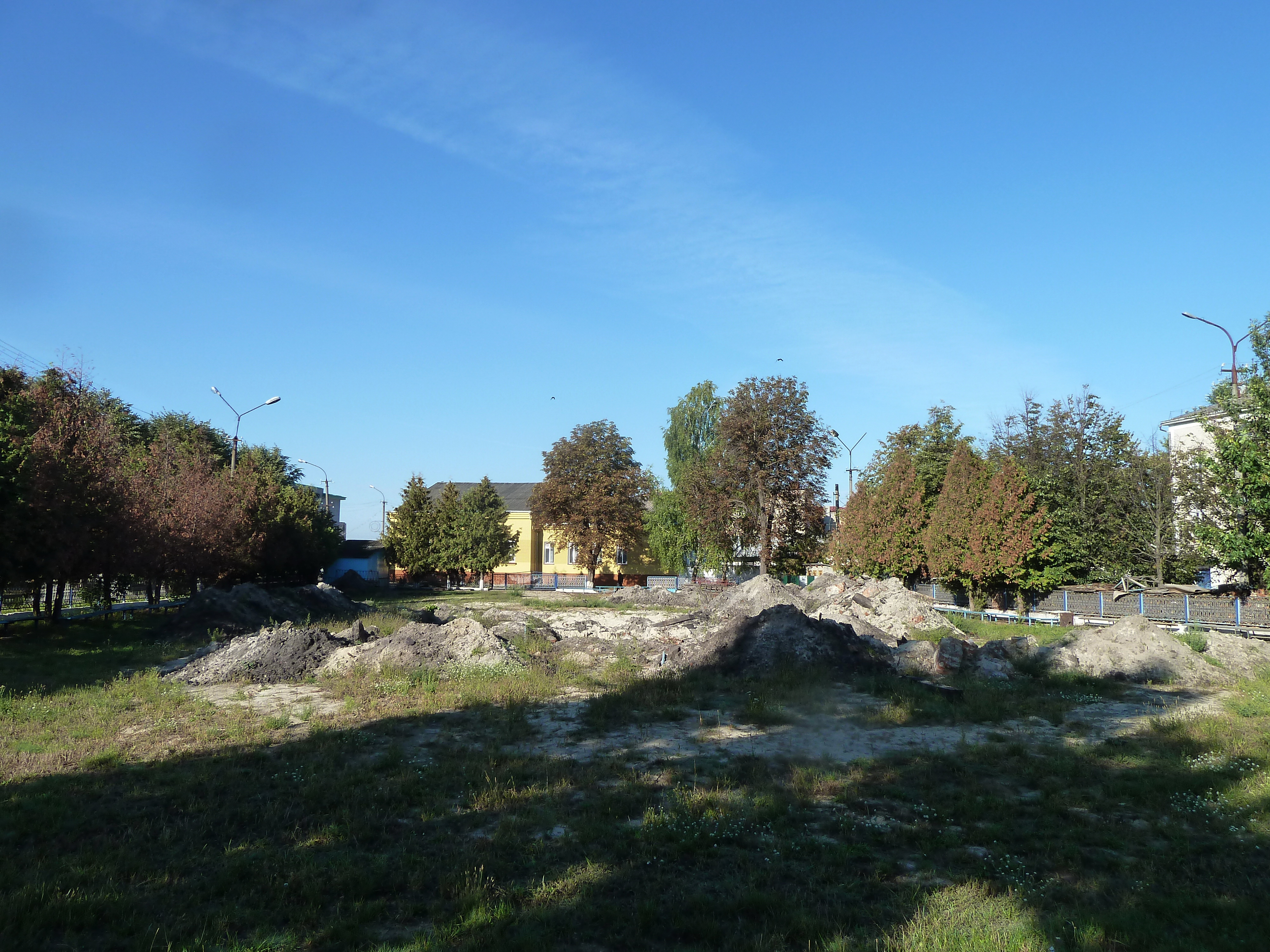
Pozostałości po spalonej cerkwi (wrzesień 2015)

W kwietniu 2015 cerkiew uległa całkowitemu zniszczeniu wskutek pożaru. Mimo podjęcia natychmiastowej akcji gaśniczej, strażakom udało się jedynie uratować wyposażenie wnętrza, m.in. zabytkowe ikony.
W 2019 r. rozpoczęto odbudowę świątyni.

## Architektura
Cerkiew św. Eliasza była budowlą drewnianą na kamiennej podmurówce, trójdzielną, z pięciobocznie zamkniętym prezbiterium. Nad centralną częścią nawy znajdowała się cebulasta kopuła na ośmiobocznym bębnie. Okna świątyni były prostokątne, część z nich znajdowała się w bębnie.